# Bombycilla garrulus
Il beccofrusone (Bombycilla garrulus (Linnaeus, 1758)) è un uccello passeriforme della famiglia dei Bombicillidi.

## Etimologia
Il nome scientifico della specie, garrulus, deriva dal latino garrire e si riferisce alla loquacità di questi uccelli, nonché al disegno alare che ricorda quello delle ghiandaie.

## Descrizione

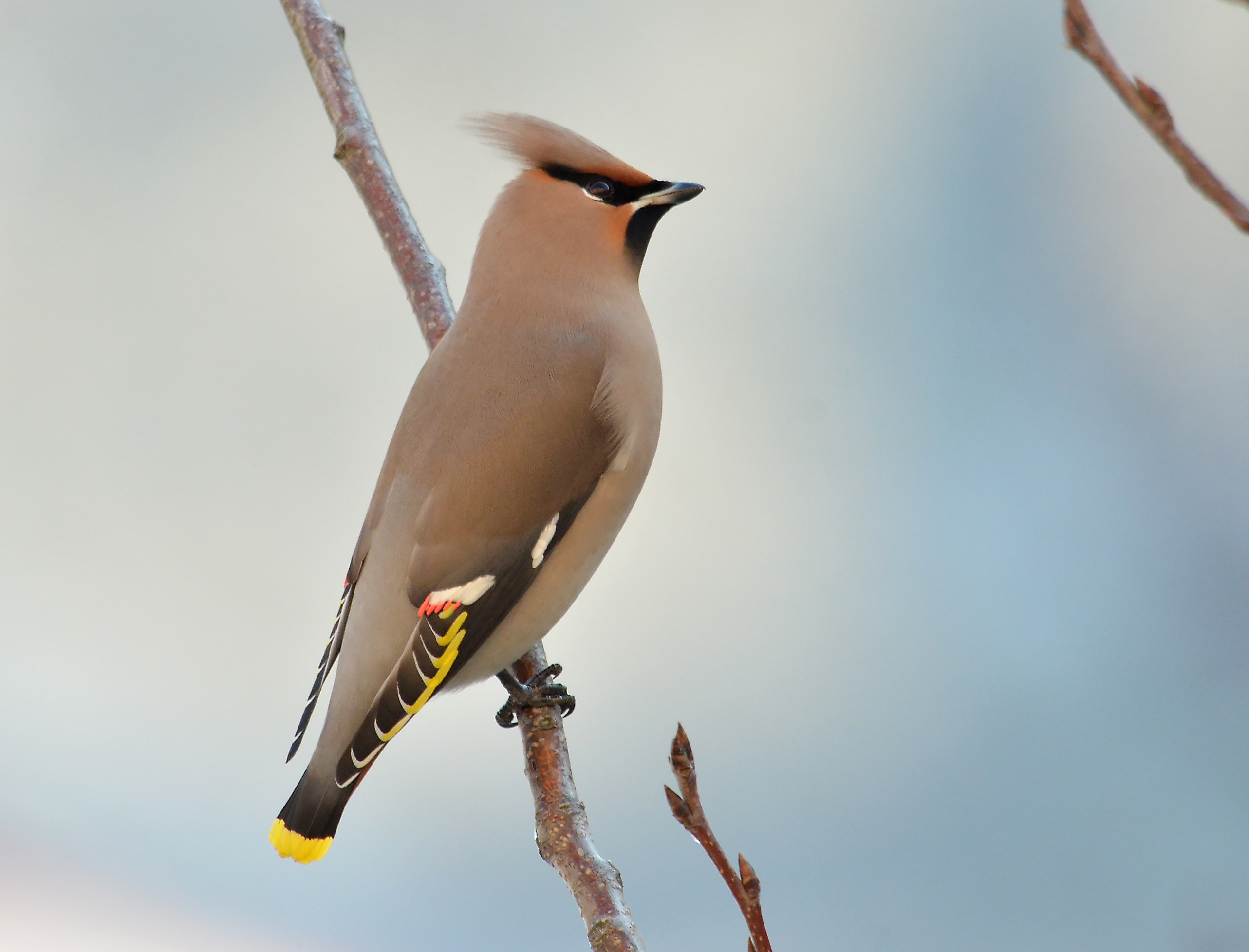
Esemplare a San Pietroburgo.

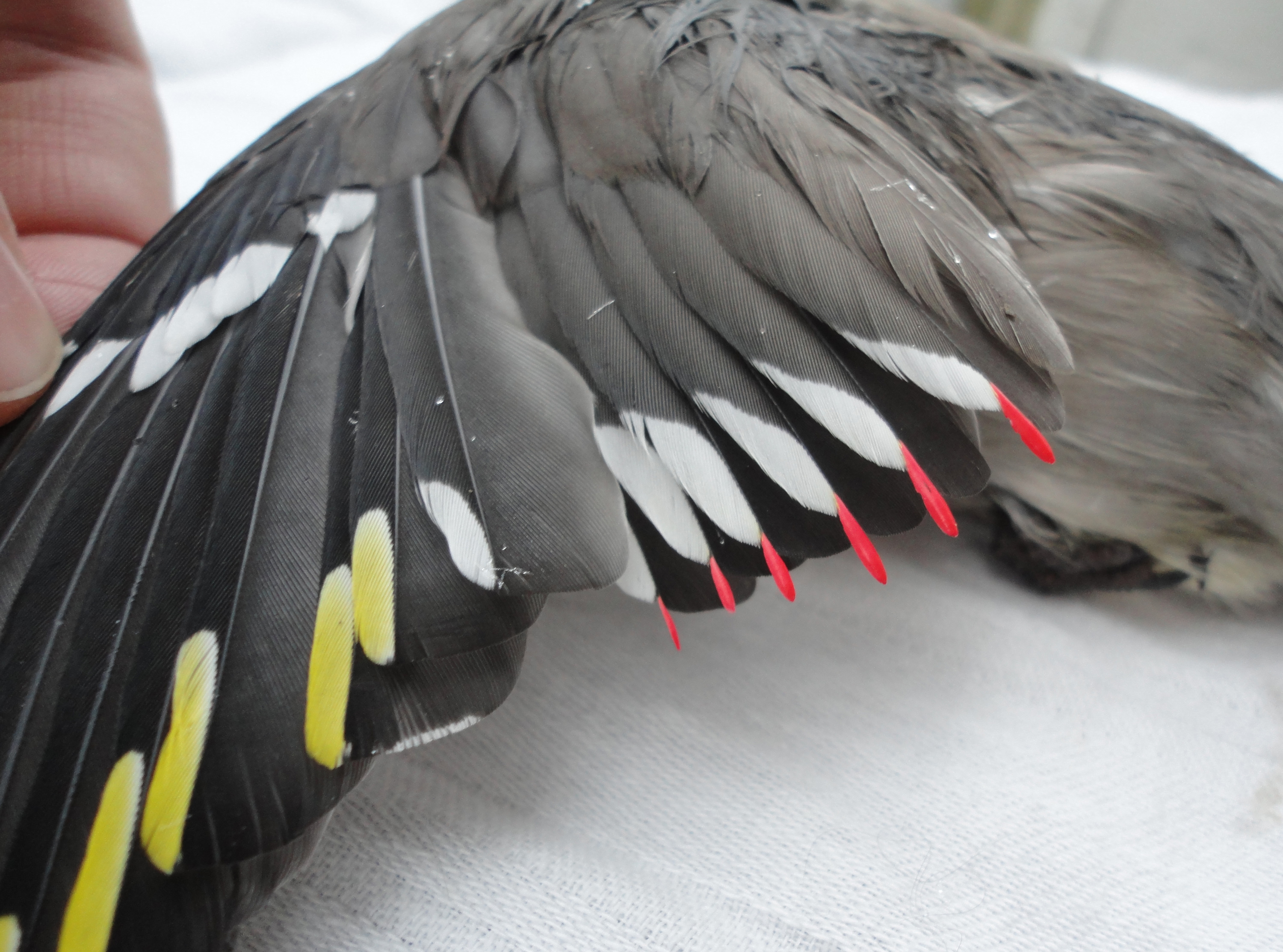
Ala spiegata permette l'osservazione dei vivaci colori alari.

### Dimensioni
Misura 19–23 cm di lunghezza, per 34-85 g di peso.

### Aspetto
Si tratta di uccelli dall'aspetto paffuto e arrotondato, con testa squadrata e munita di becco tozzo e conico, nonché di una cresta digitiforme erettile. Le ali sono appuntite, le zampe corte e la coda è corta e squadrata. La muta avviene una volta l'anno, fra agosto e gennaio.
Il piumaggio dal caratteristico aspetto sericeo  è grigio-brunastro su tutto il corpo, tendente al grigio cenere nell'area ventrale e sul codone, con sfumature beige-cannella su testa e petto, mentre dorso e ali sono grigio-bruno olivastro. Il sottocoda è di un caldo color nocciola. Dai lati del becco parte una banda nera che raggiunge l'occhio e termina in una punta nell'area auricolare, formando una mascherina sottolineata di bianco; nera è anche la bavetta, così come la metà terminale della coda (che è orlata di giallo). Le remiganti primarie e secondarie sono nere, le prime con una macchia ovale gialla sul lato destro della punta e le seconde con un orlo nero bordato di bianco sempre sul lato destro. La punta è modificata a formare una sorta di "goccia" pendula e traslucida di colore rosso per via della presenza di astaxantina.
Il dimorfismo sessuale è presente ma non accentuato, con la femmina che ha bavetta golare, maculature alari e fascia gialla caudale con estensione minore.
In ambedue i sessi gli occhi sono di colore bruno scuro, il becco è nero e le zampe sono di colore grigio-nerastro.

## Biologia

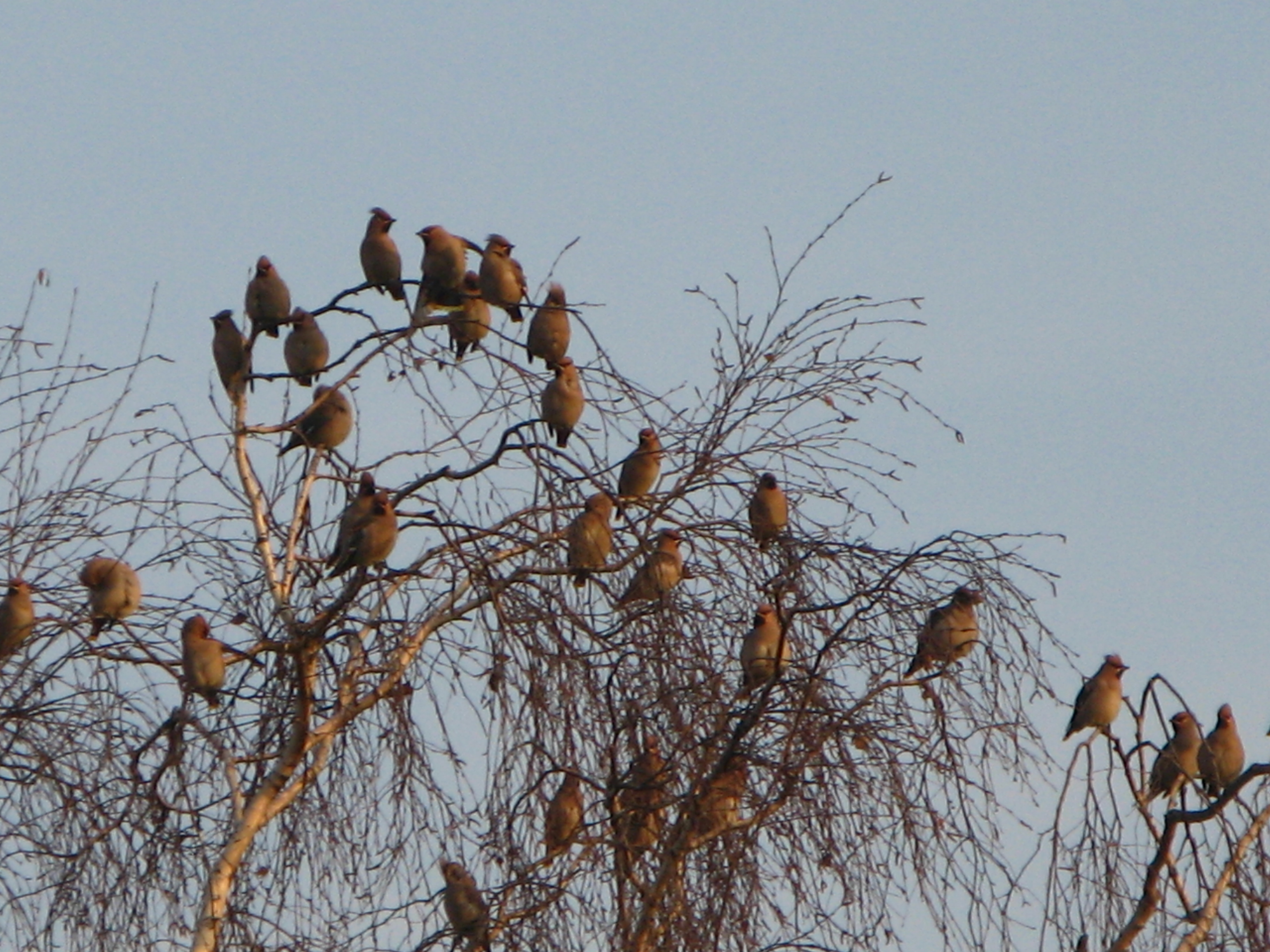
Stormo su betulla in Polonia.

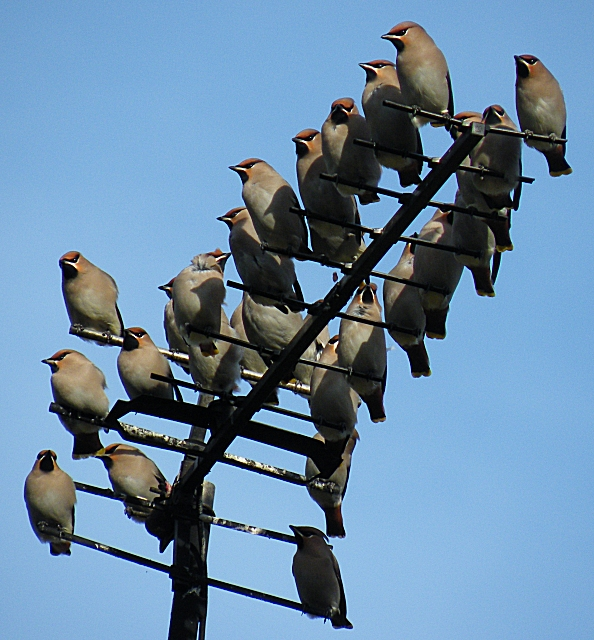
Stormo su antenna TV in Scozia.

I beccofrusoni hanno abitudini diurne e spiccatamente gregarie: si riuniscono in stormi di consistenza considerevole (mediamente fra i 50 e i 300, con stormi di anche 3000 componenti) e passano le giornate girovagando alla ricerca di cibo ed acqua, si riuniscono su grossi alberi al calar del sole (talvolta assieme ad altre specie dal comportamento simile, come il pettirosso americano e la cesena) per passare la notte al riparo dalle intemperie e dai predatori. Dedicano molto tempo alla tolettatura, sia a sé stessi che nei confronti degli altri membri dello stesso stormo o dei partner; per aumentare la coesione all'interno del gruppo, spesso i membri non necessariamente legati da vincoli di sangue si imbeccano gli uni con gli altri.
Il volo del beccofrusone è veloce e diretto, simile a quello dello storno, col quale questo uccello viene regolarmente confuso in volo anche in virtù delle lunghe ali e della corta coda.
Il richiamo è corto e ronzante, sempre uguale (può cambiare l'intensità a seconda dell'occasione, ad esempio, è basso quando a emetterlo sono i partner durante il grooming o i genitori verso i nidiacei, mentre è più alto quando lo stormo si appresta a partire o in caso di un potenziale pericolo).

### Alimentazione

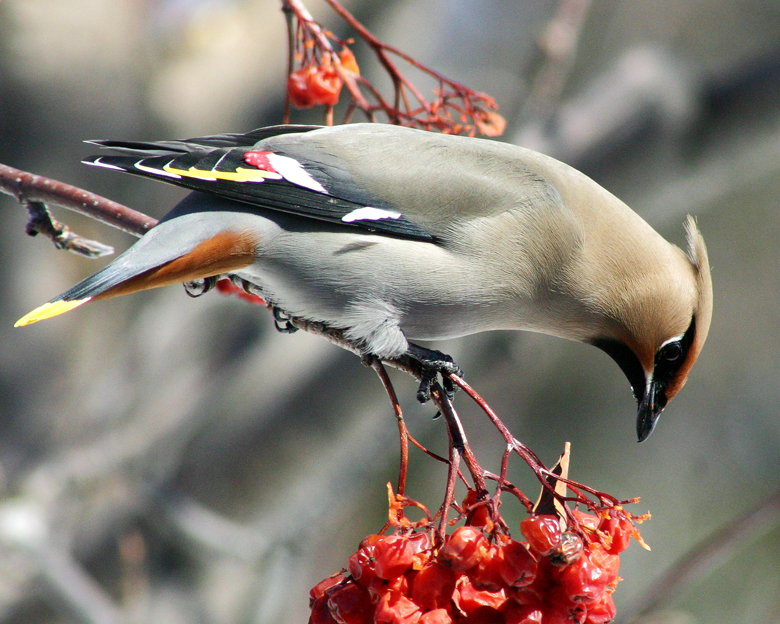
Esemplare sceglie i frutti di un sorbo degli uccellatori, pianta della quale questi uccelli sono ghiotti.

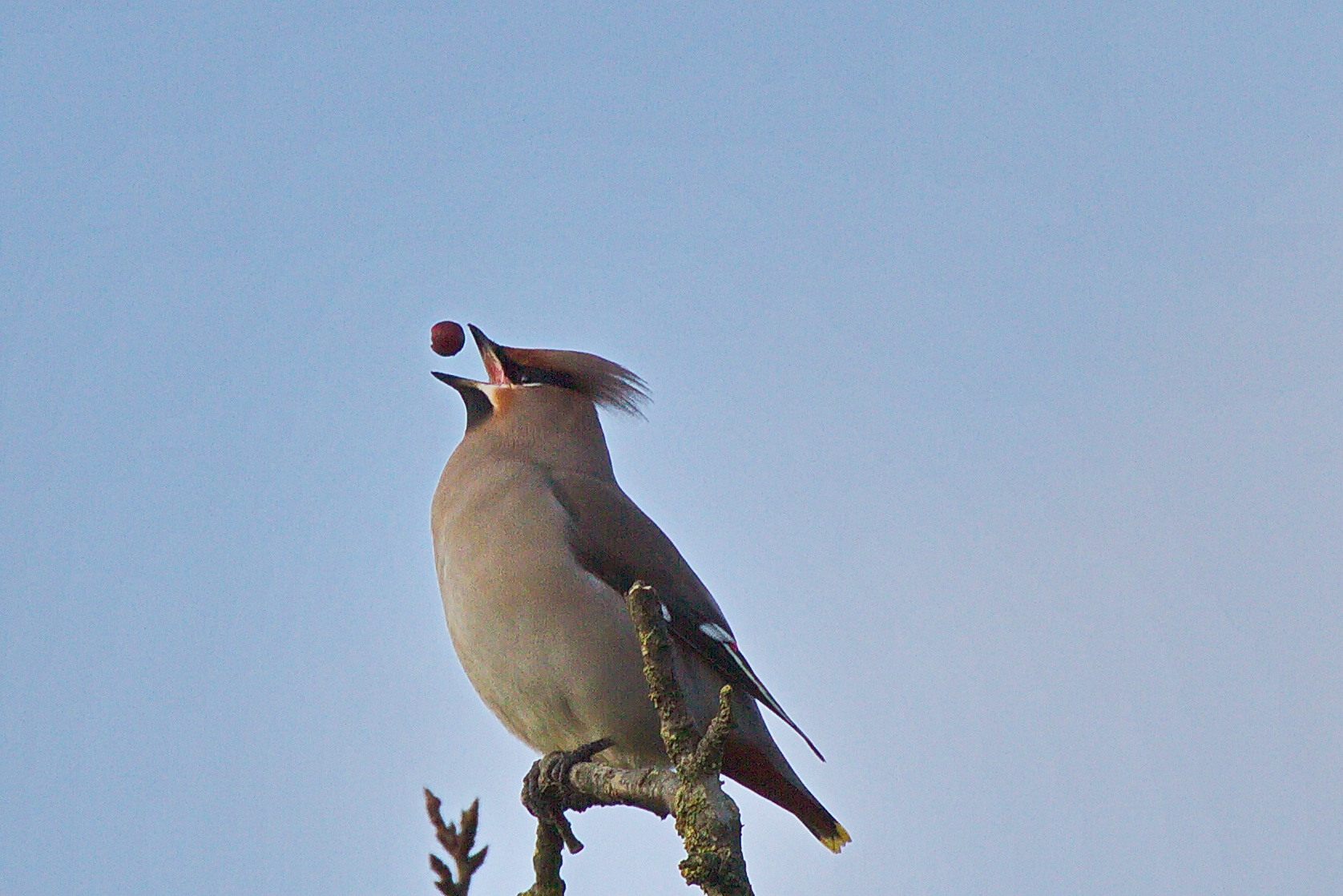
Esemplare si nutre in Germania.

La dieta di è in massima parte frugivora, con una componente insettivora (rappresentata perlopiù da insetti volanti come zanzare e chironomidi) che diviene più consistente durante l'estate, quando il periodo degli amori causa un aumento del fabbisogno energetico, arrivando al 37% del totale. Sebbene raramente, i beccofrusoni possono cibarsi anche di linfa, germogli o fiori.
Cercano il cibo fra i rami degli alberi e fra le fronde dei cespugli, mentre è raro osservarli al suolo. Le prede vive vengono catturate generalmente al volo.
Il cibo preferito del beccofrusone è rappresentato da bacche e piccoli frutti ben maturi e zuccherini, soprattutto frutti di bosco ma anche bacche di cotognastro, biancospino, ginepro, nonché cinorrodi di rosa canina. I beccofrusoni sono inoltre ghiotti di mele e dei frutti del sorbo degli uccellatori.

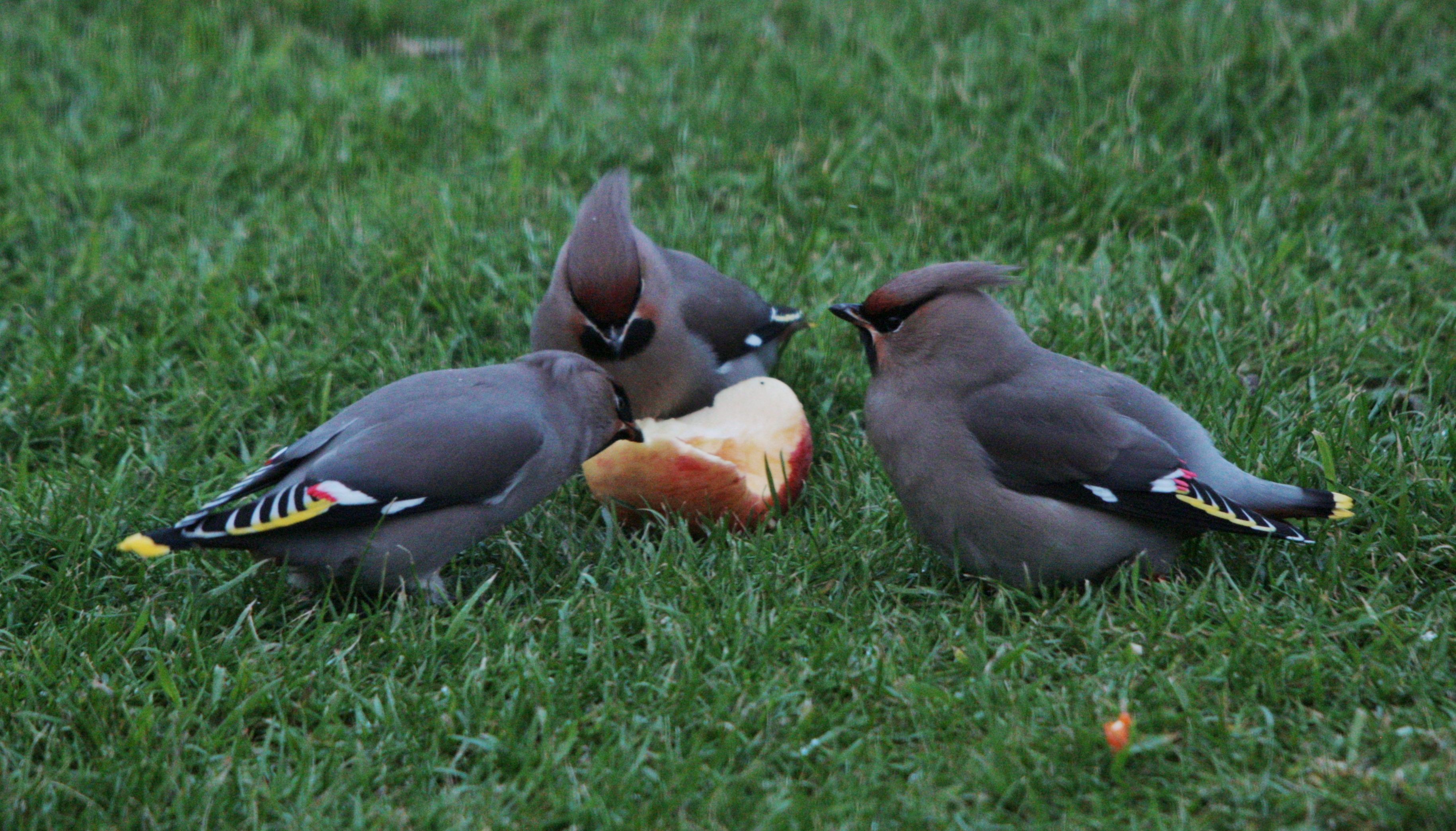
Esemplari si nutrono al suolo in un giardino.

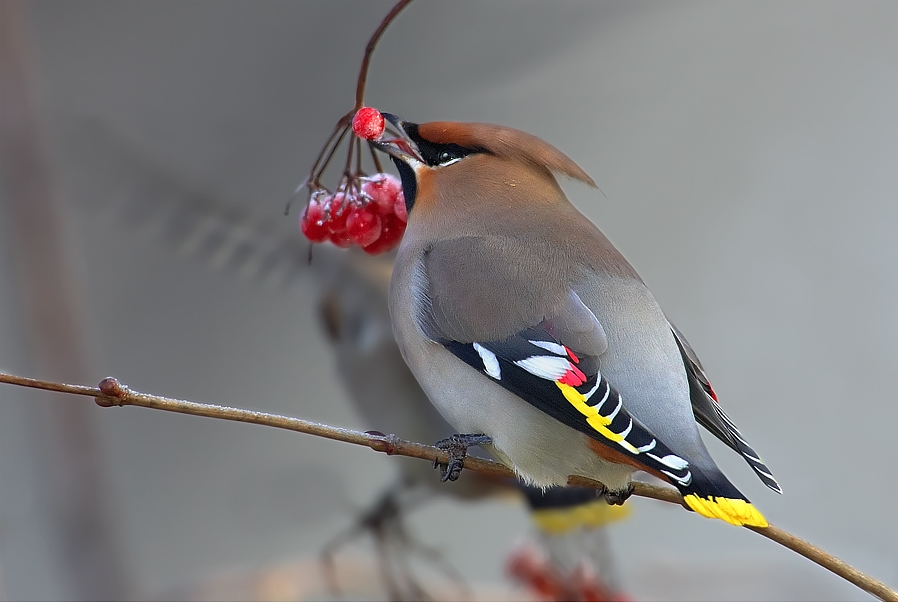
Esemplare si nutre a Olomouc.

Questi uccelli sono muniti di un fegato particolarmente voluminoso, che consente loro di metabolizzare con grande efficienza gli zuccheri dei frutti ed anche l'etanolo di quelli troppo maturi; ciononostante, non di rado cadono in uno stato paragonabile all'ubriachezza, talvolta intossicandosi in maniera fatale.
I beccofrusoni sono mangiatori prodigiosi: la quantità giornaliera di bacche ingerite è pari a oltre il doppio del peso dell'uccello. È stato osservato un esemplare che nell'arco di 6 ore si nutriva di un numero di bacche di cotognastro compreso fra le 600 e le 1000, defecando nel frattempo ogni quattro minuti circa.
La dieta molto zuccherina comporta le sete frequente, per cui viene reperita l'acqua sia da pozze che mangiando la neve o bevendo la neve sciolta ai bordi delle strade. Ciò può causare l'intossicazione col sale lasciato dagli spargisale.

### Riproduzione
Il corteggiamento comincia a maggio, ma è raro che la riproduzione avvenga prima della metà di giugno, protraendosi fino alla fine di luglio; viene portata avanti una singola covata. I beccofrusoni sono uccelli monogami, con le coppie che si formano già durante l'inverno.
Il maschio corteggia la femmina con imbeccate rituali o parate che vedono i due esemplari su di un ramo saltellare l'uno verso l'altra fino a sfiorare i becchi, col maschio che tiene la cresta ben eretta e la testa puntata in direzione opposta alla femmina. Si pensa che anche il rosso alare (più sviluppato nei maschi ed in particolare in quelli più maturi, preferiti dalle femmine) giochi qualche ruolo nell'attrarre le femmine.

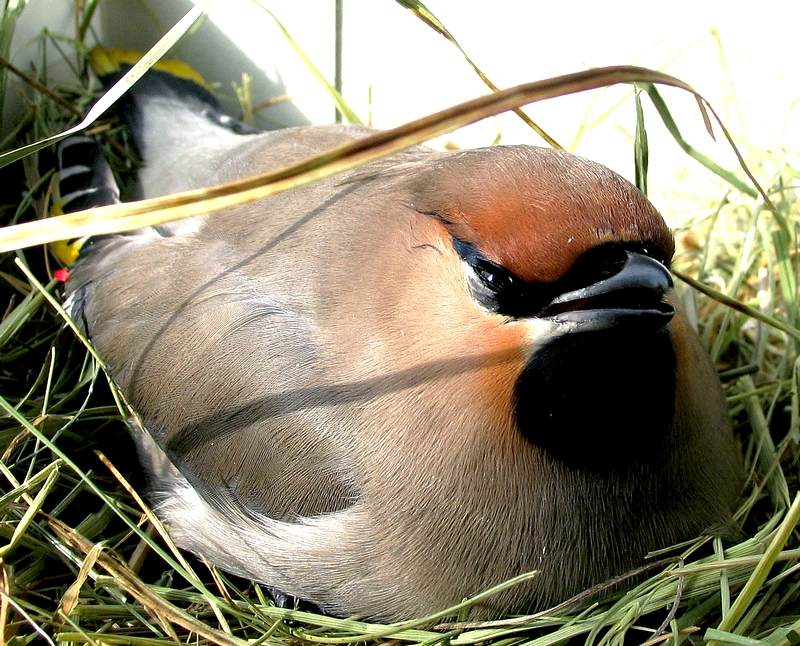
Femmina in cova.

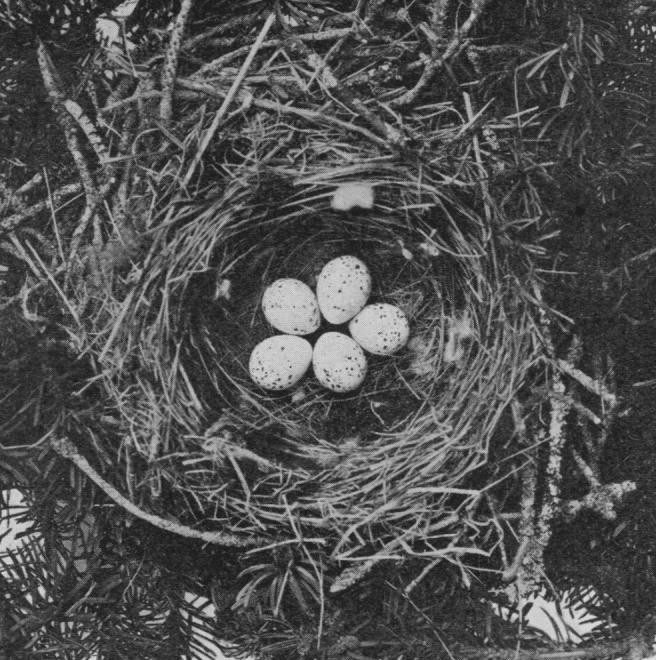
Nido con uova in Columbia Britannica.

La nidificazione avviene generalmente fra i paralleli 60-70° N. Il nido è a forma di coppa e viene costruito dalla femmina di preferenza a 1,3–15 m d'altezza nella parte prossimale del ramo di una conifera. È fatto perlopiù di rametti intrecciati, con rivestimento interno di fibre erbose e muschio, e ha un diametro esterno di 15–18 cm.
Ogni coppia può avere più di un nido nella stessa zona; generalmente i beccofrusoni nidificano da soli, ma non mancano i casi di nidificazione coloniale con nidi anche piuttosto prossimi gli uni agli altri. Non esiste territorialità nemmeno durante il periodo riproduttivo: i maschi reagiscono aggressivamente (gola estesa a mostrare la bavetta nera nella massima estensione possibile, ciuffo abbassato e becco aperto e chiuso rumorosamente più volte) solo se altri maschi tentano di accoppiarsi o di corteggiare la loro partner.

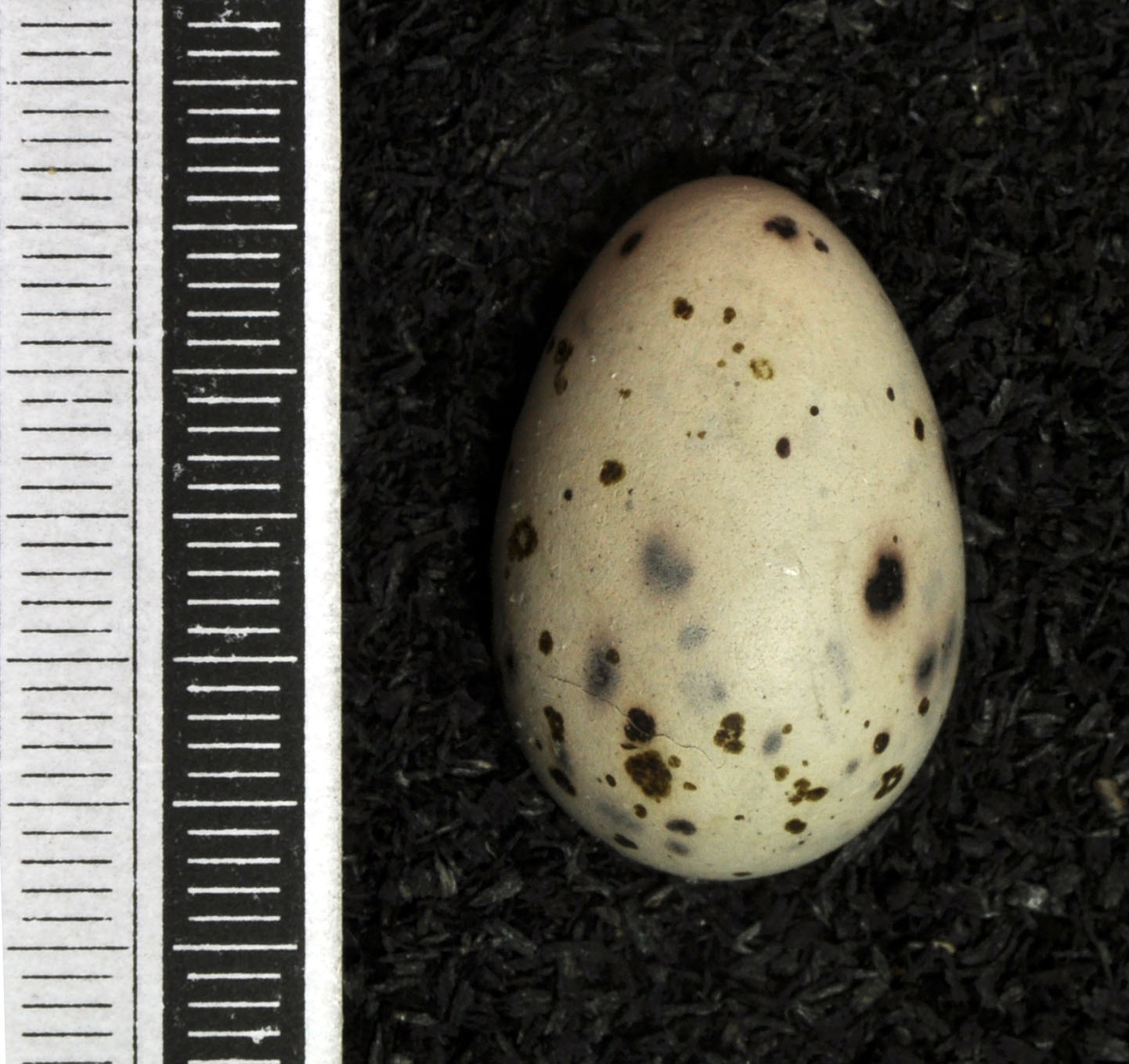
Uovo.

All'interno del nido la femmina depone 3-7 uova di colore azzurrino con maculature bruno-nerastre, di circa 25 × 17 mm. Le uova vengono covate dalla sola femmina (imbeccata dal maschio) per 14-15 giorni, al termine dei quali schiudono pulli ciechi ed implumi.

I nidiacei vengono accuditi e imbeccati da ambedue i genitori, col maschio che generalmente fornisce un quantitativo maggiore di cibo, e sono in grado d'involarsi attorno ai 15-17 giorni dalla schiusa. Sebbene lascino il nido appena in grado di volare, rimangono coi genitori (ai quali continuano a chiedere l'imbeccata, anche se in maniera sempre più sporadica) ancora per almeno un paio di settimane prima di rendersene completamente indipendenti.

I giovani presentano piumaggio simile agli adulti, seppur con assenza di sfumature brune su testa e petto, del rosso alare, del nero golare e con mascherina facciale ridotta. Hanno inoltre ventre di colore biancastro.
La speranza di vita è di circa 12 anni, ma raramente superano 5 anni d'età.

## Distribuzione e habitat

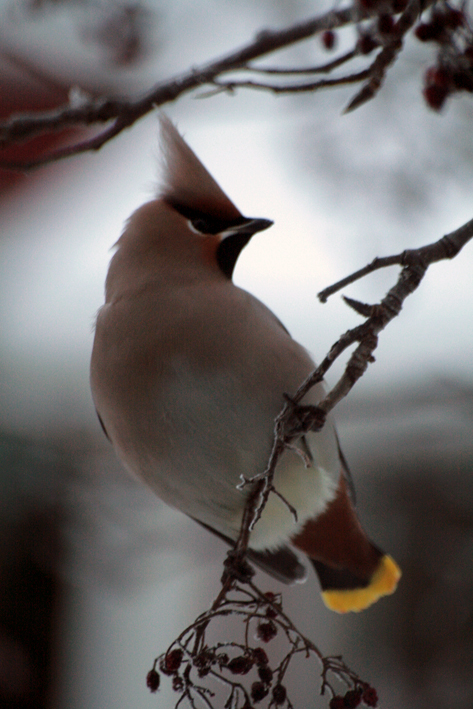
Esemplare in Svezia.

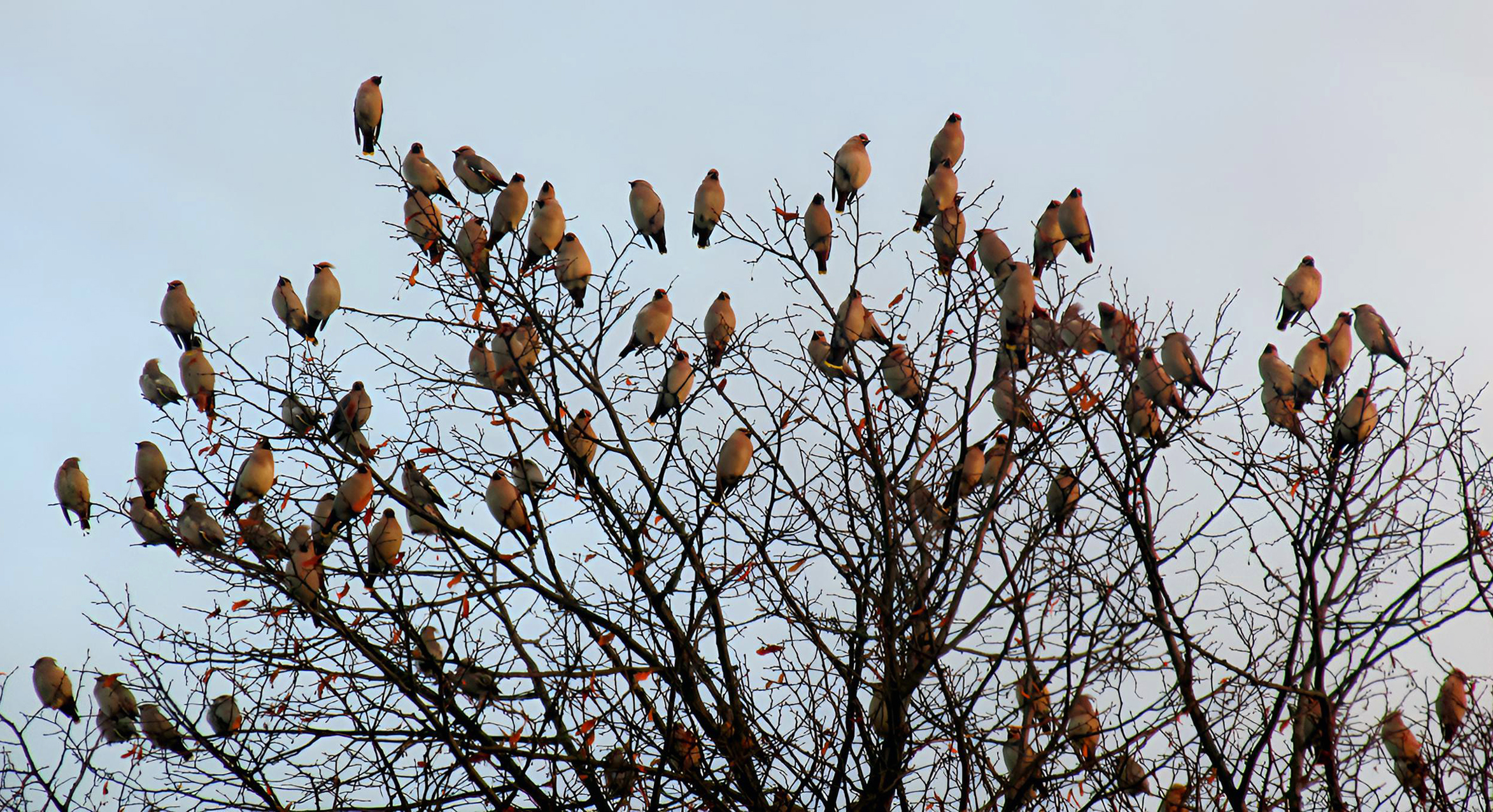
Stormo appollaiato a Ystad.

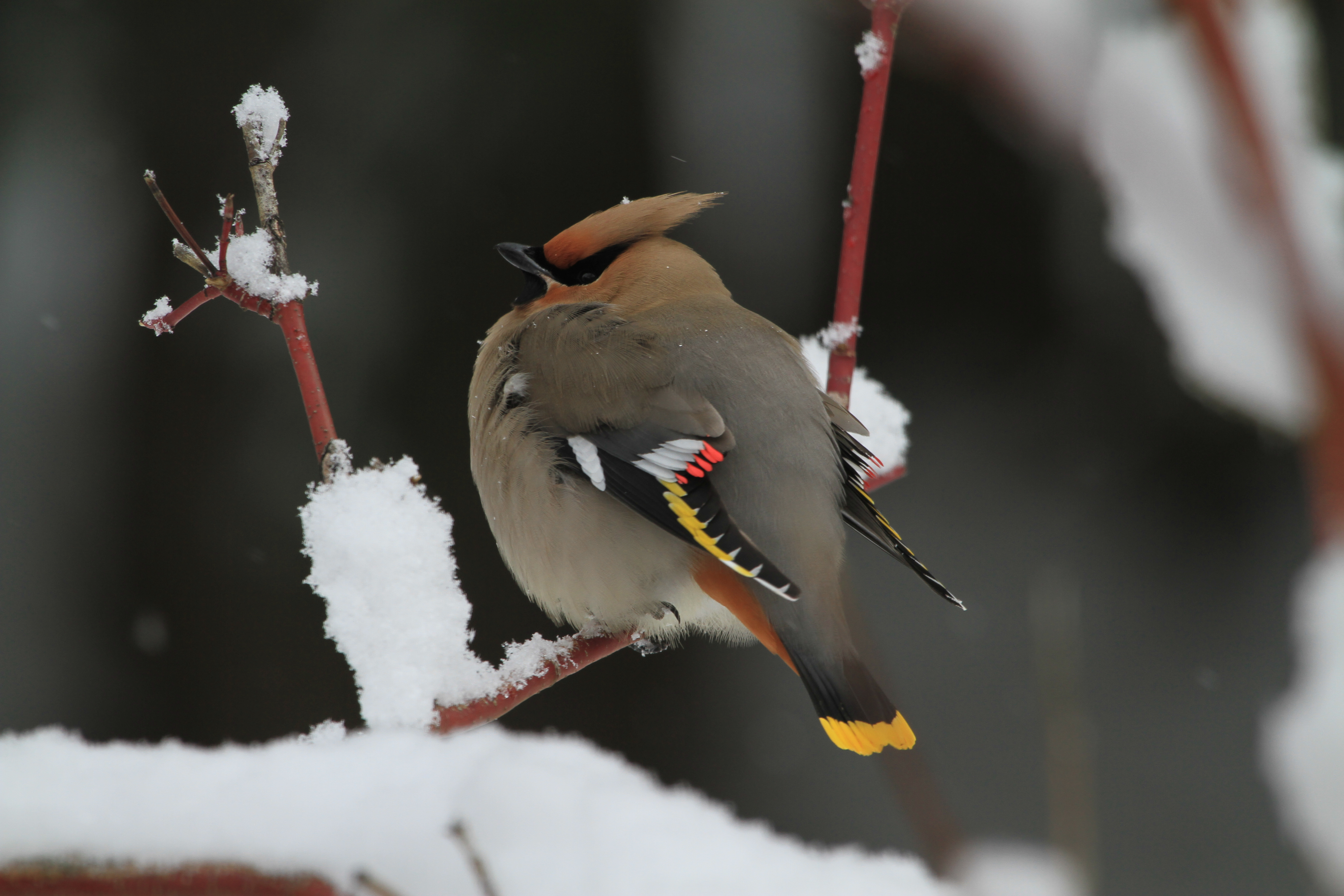
Esemplare nella neve.

Il beccofrusone ha areale olartico, occupando durante l'estate un'ampia area circumpolare (generalmente delimitata dall'isoterma dei 10 °C in luglio) che comprende in Eurasia il nord della Fennoscandia e della Russia europea, la Siberia (a sud fino ai monti Altaj e al lago Bajkal) e ad est fino al mare di Ochotsk e alla penisola di Kamchatka, mentre in Nordamerica la specie nidifica in Canada centrale e occidentale, sulle coste del Pacifico nord-orientale e in Alaska.

Si tratta di migratori intraprendenti, che verso settembre si spostano a sud per svernare secondo modelli di migrazione imprevedibili di anno in anno e legati alla presenza di cibo. Scendendo d'autunno in Europa orientale e nei Balcani, in Kazakistan, Manciuria e Giappone, si spingono di tanto in tanto anche più a sud, nelle isole britanniche, in Europa meridionale, compresa l'Italia, dove la specie è accidentale, a Taiwan (le popolazioni eurasiatiche) e fino al Gran Bacino, a Terranova e alla Nuova Scozia (quelle nordamericano).
L'habitat durante la stagione riproduttiva è rappresentato dalla taiga ed in genere dai boschi maturi di conifere (in particolar modo di pecci) con presenza di aree umide o più aperte dove cercare il cibo di origine animale per la prole. Le aree montane vengono generalmente evitate, sebbene la sottospecie americana nidifichi fino a 1550 m di quota.

Durante il periodo invernale il beccofrusone occupa praticamente tutti gli ambienti che gli si presentano durante la migrazione, a patto che vi sia una sufficiente presenza di cibo: questi uccelli sono perciò osservabili in un'ampia varietà di ambienti, da quelli antropizzati (parchi, giardini e viali cittadini, aree coltivate) ai boschi decidui primari e secondari, alle aree cespugliose.

## Tassonomia
Se ne riconoscono due sottospecie:
- Bombycilla garrulus garrulus (Linnaeus, 1758) - la sottospecie nominale, diffusa nell'areale eurasiatico;
- Bombycilla garrulus pallidiceps Reichenow, 1908 - comprendente la popolazione nordamericana di beccofrusoni, più robusta e con maggiore presenza di marrone nel piumaggio.

Alcuni autori eleverebbero le popolazioni ad est degli Urali, più piccole e chiare rispetto alla sottospecie nominale (alla quale vengono ascritte), al rango di sottospecie a sé stante, col nome di B. g. centralasiae.